# 雷恩歌剧院

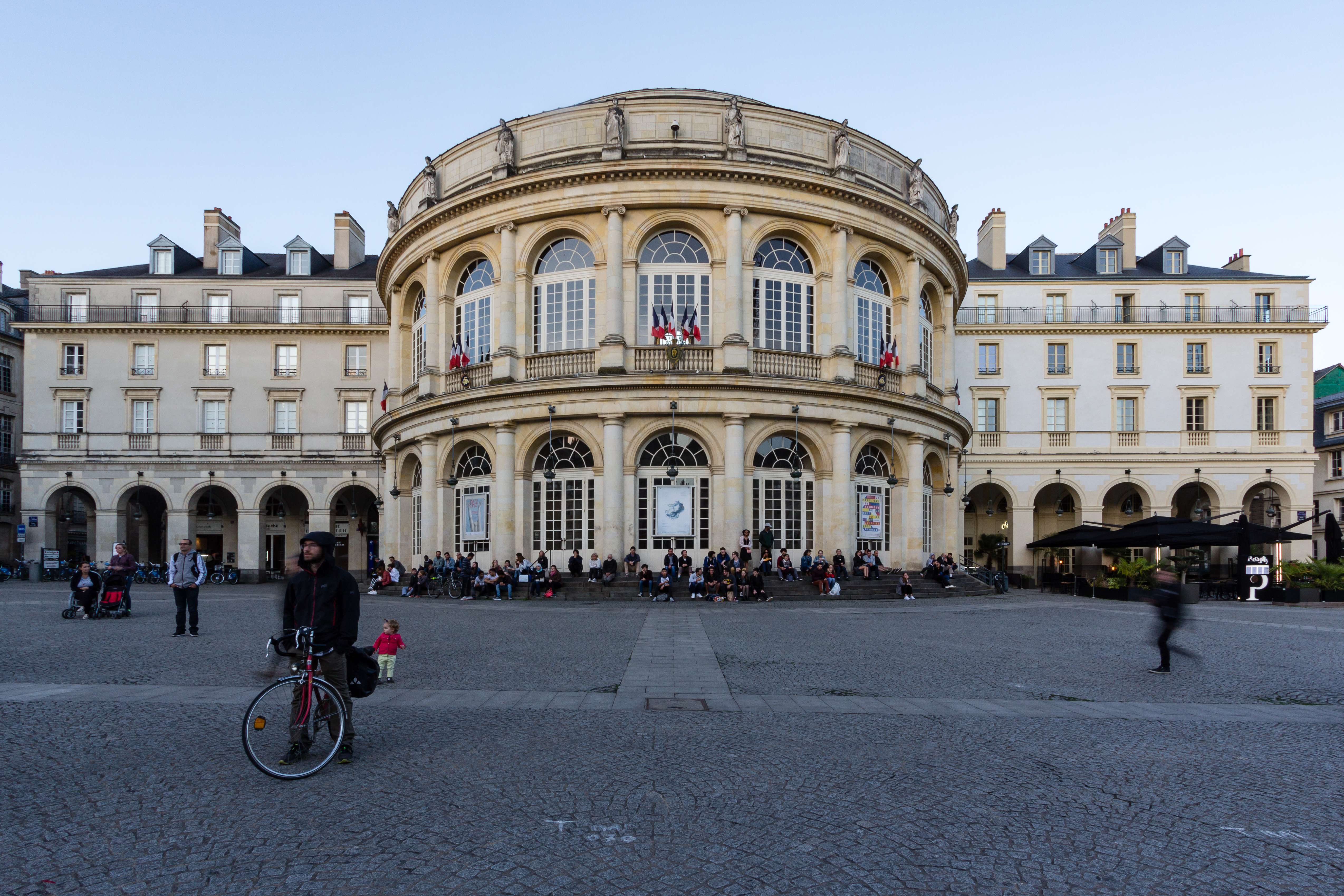

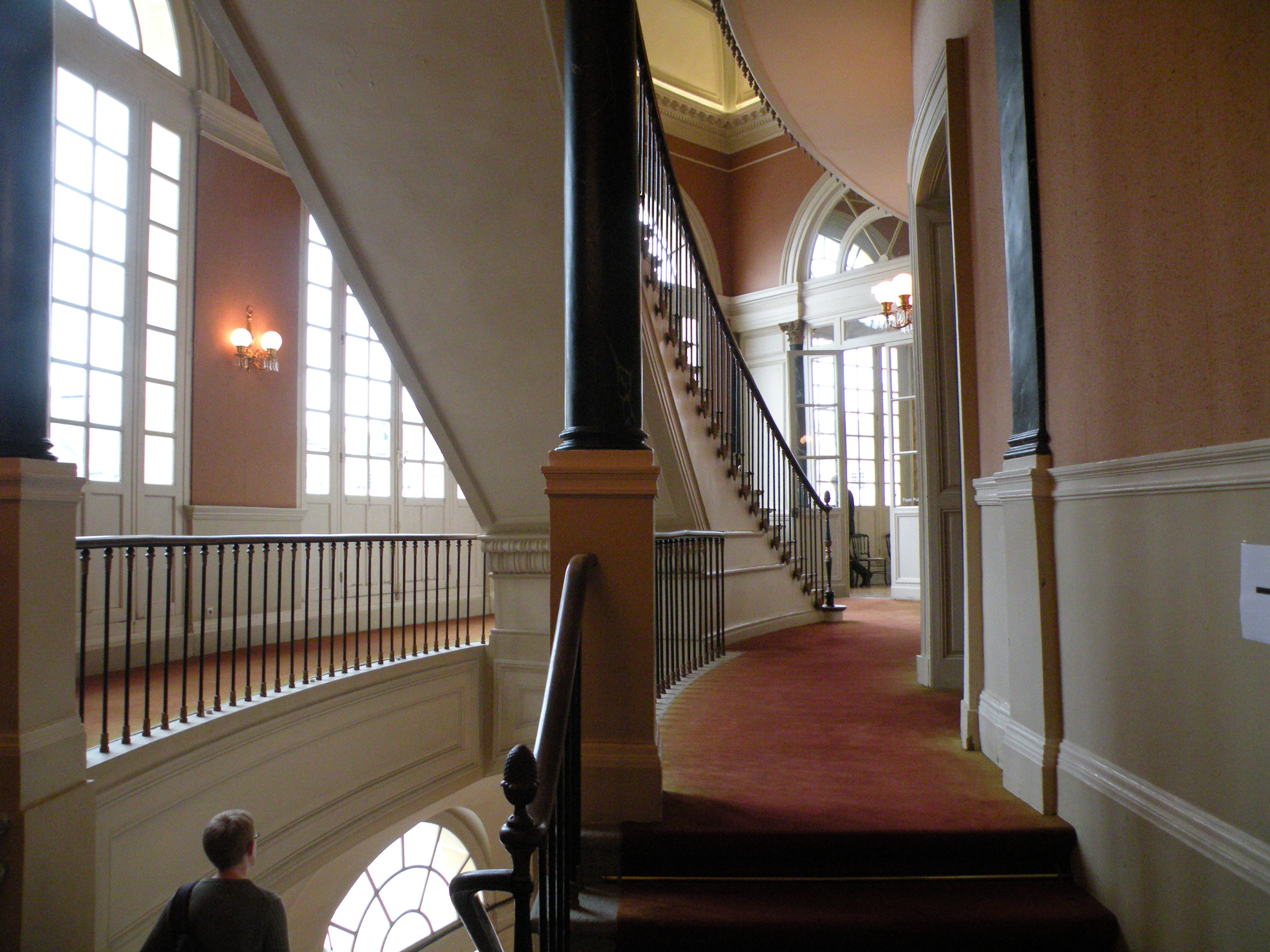
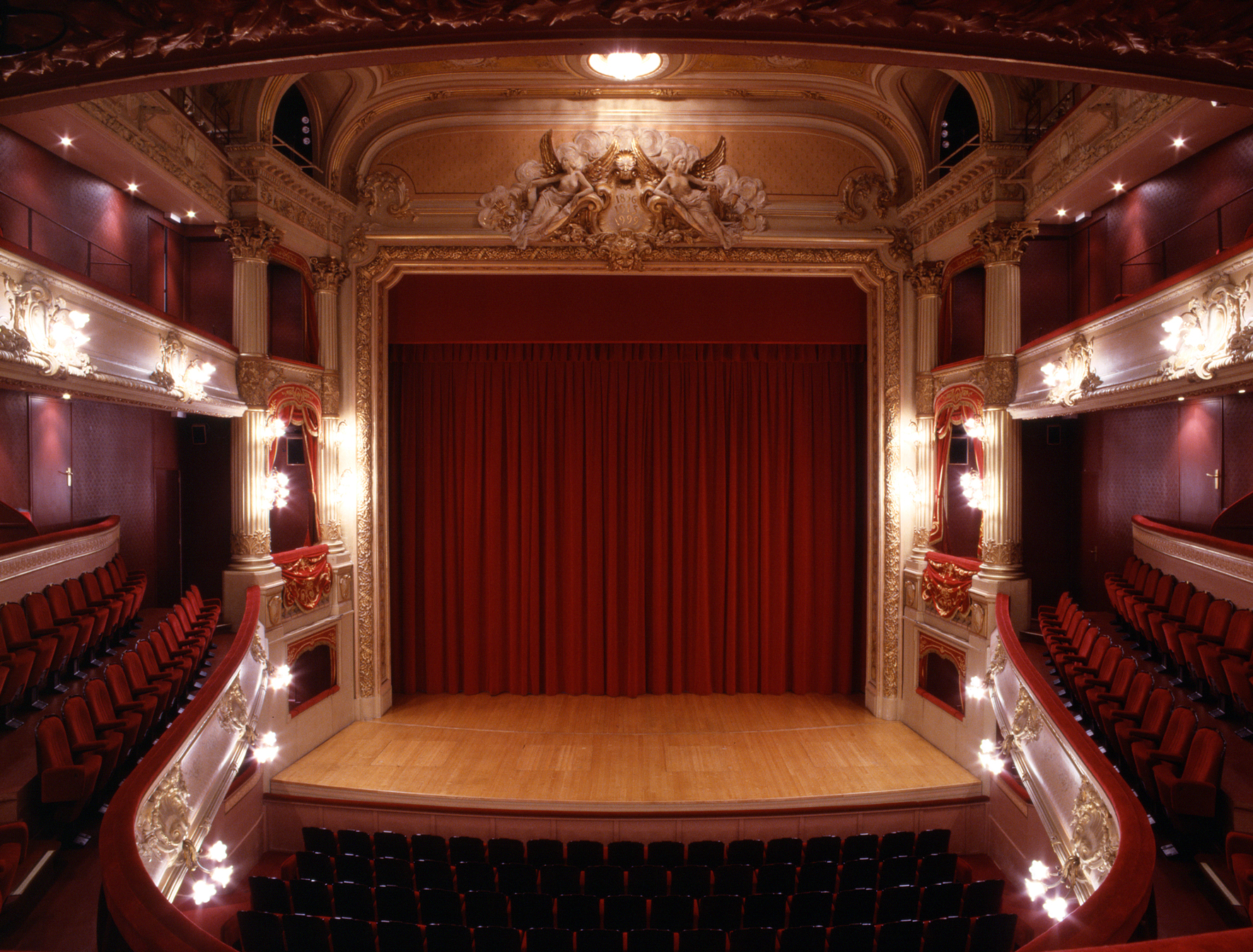
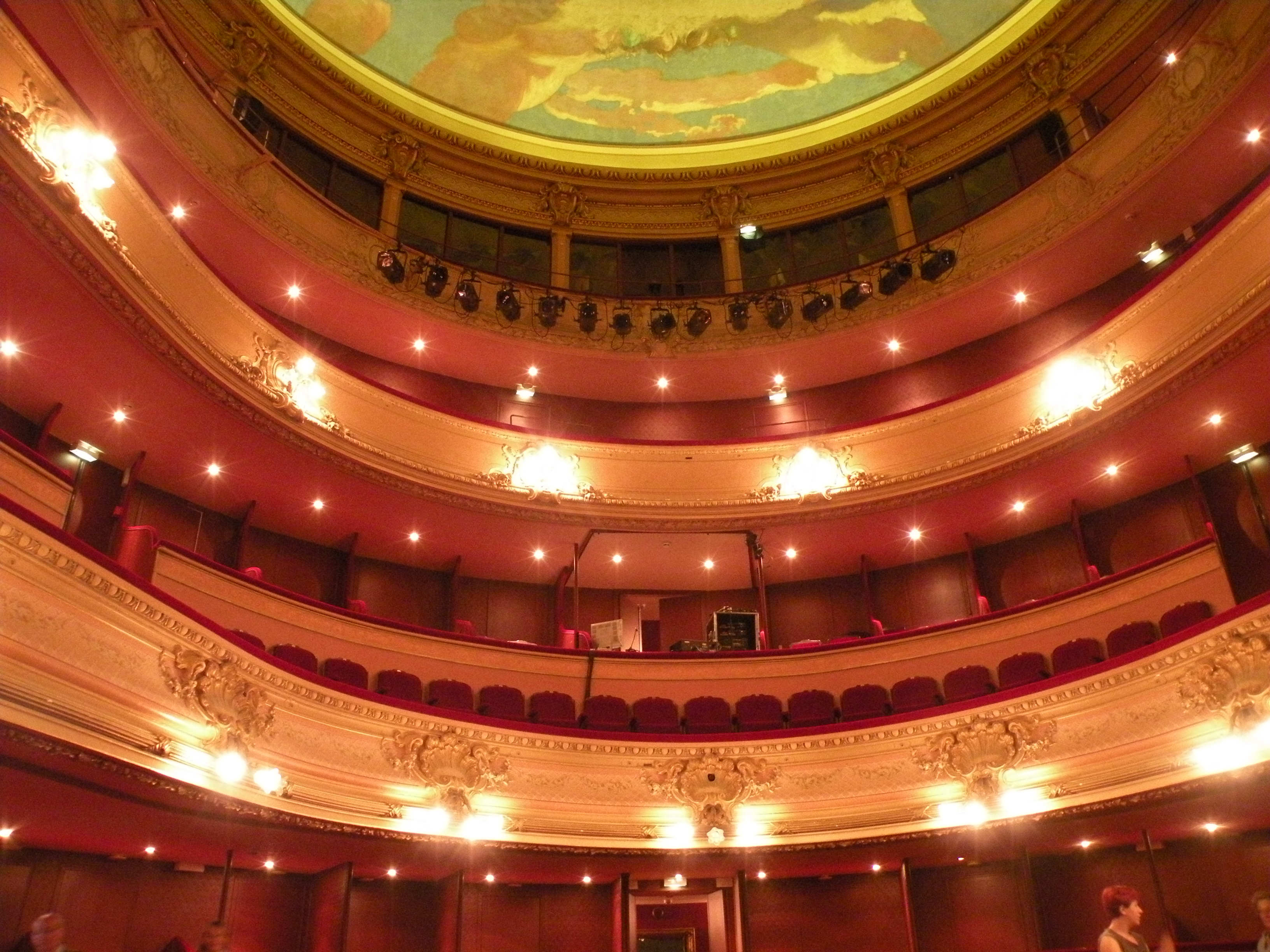
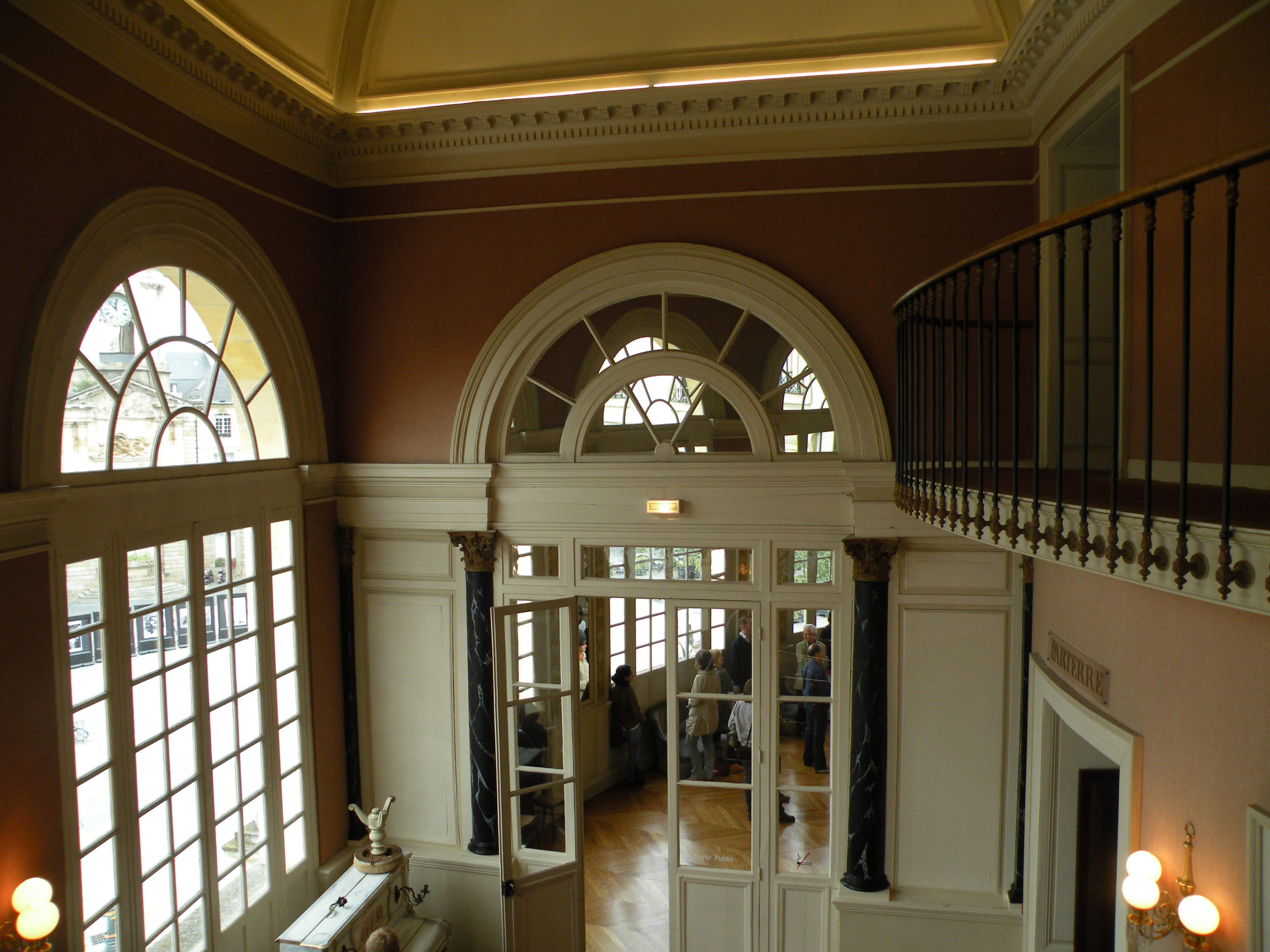
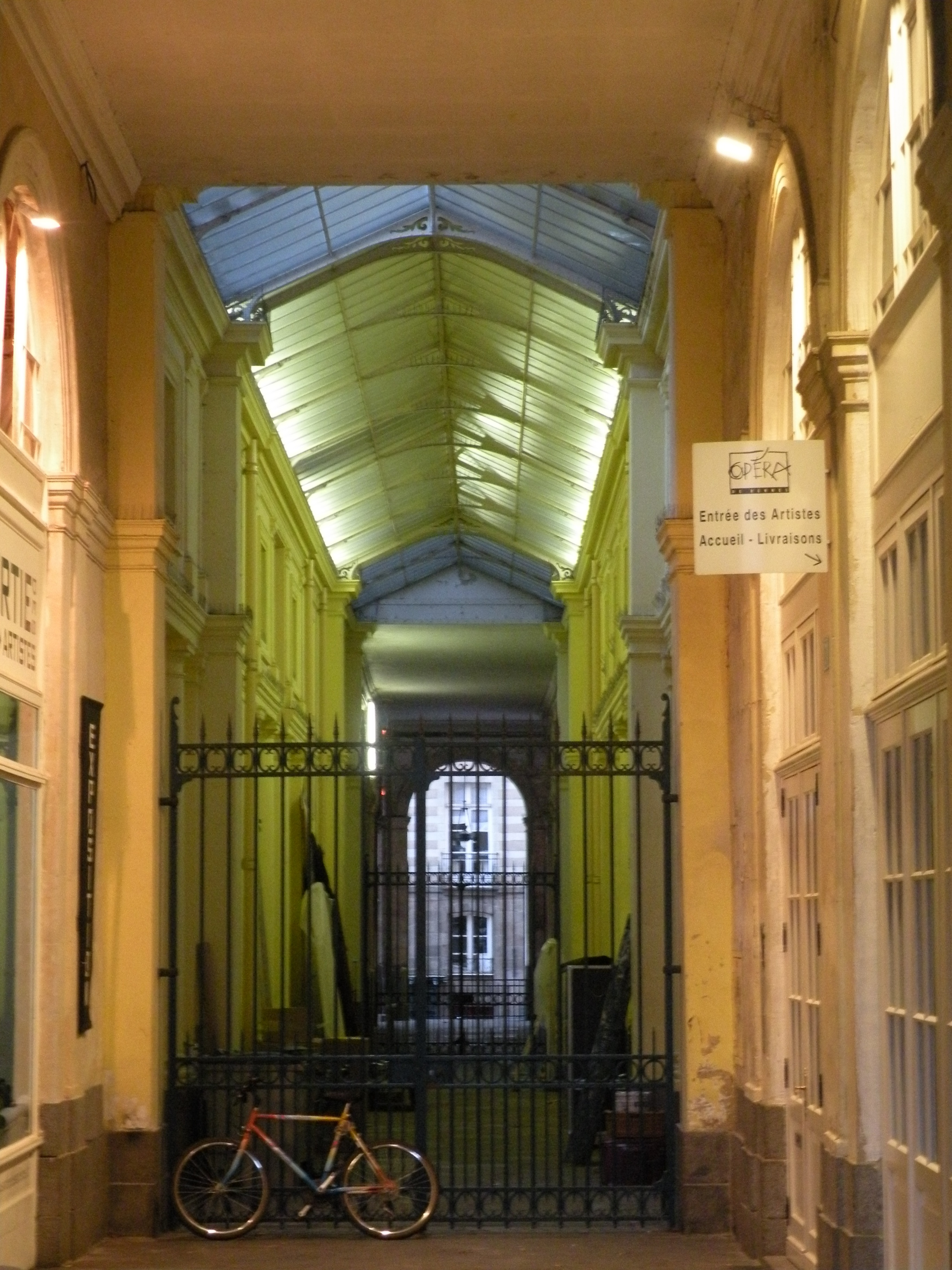

雷恩歌剧院（Opéra de Rennes）是一座剧场，位于雷恩市中心的市政厅广场（Place de la Mairie）东侧，面对雷恩市政厅。它由皮埃尔·路易斯建于19世纪，由建筑师夏尔·米勒德特（Charles Millardet）设计，1836年2月29日开幕。
1961年12月13日和1975年10月29日，其立面、屋顶等先后被列为法国历史遗迹。

立面顶部的缪斯雕像，从北到南
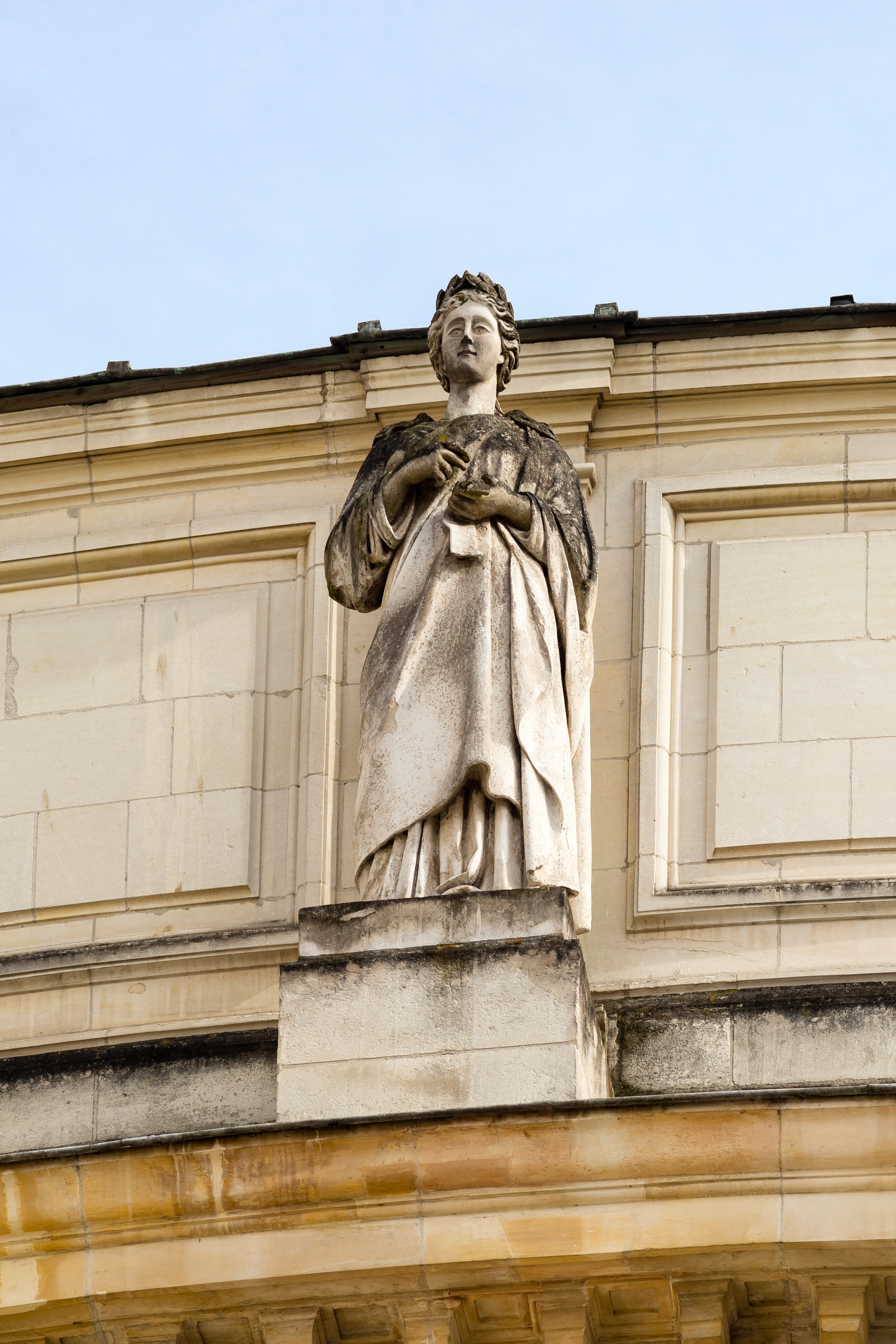
卡利俄佩
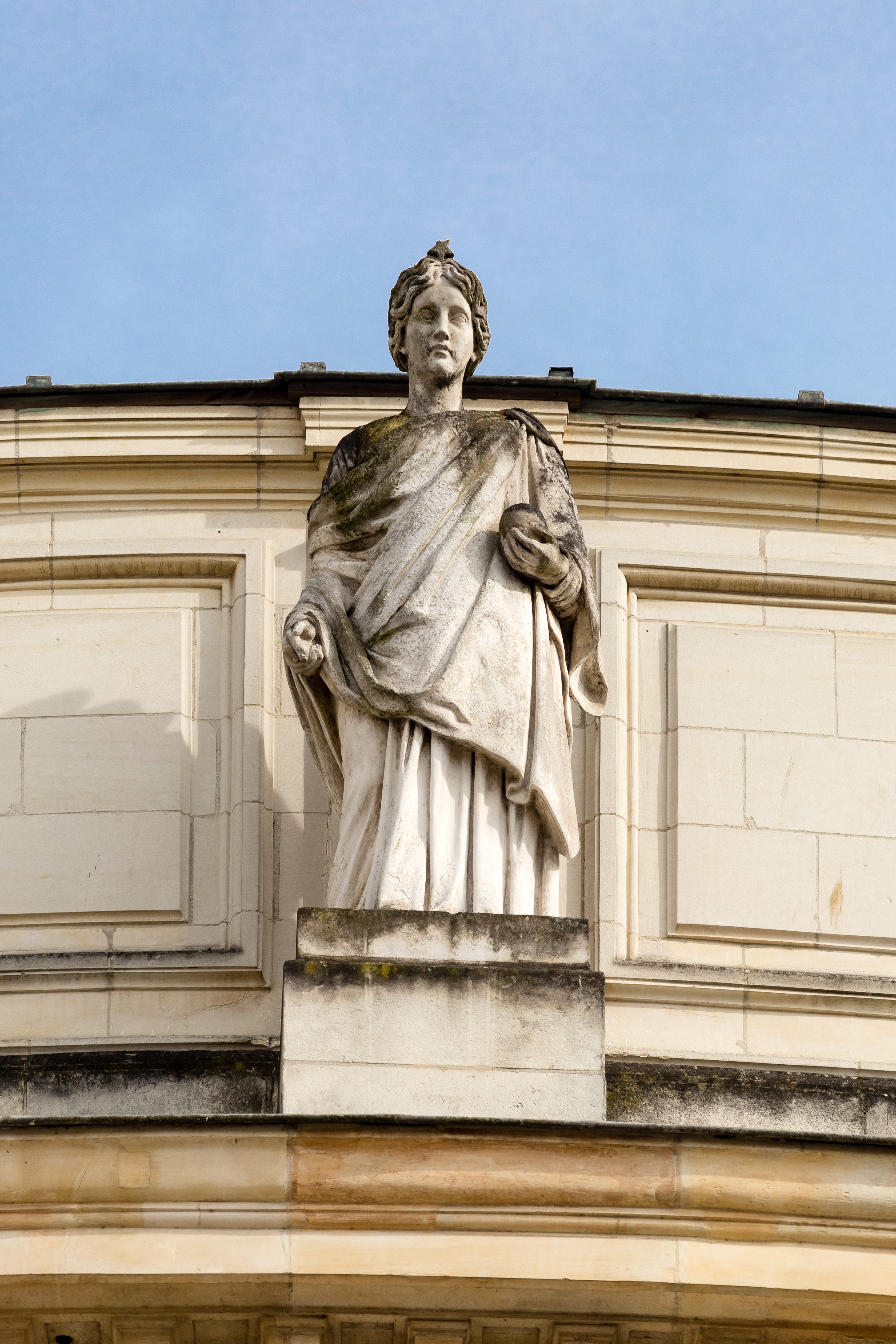
波吕许谟尼亚
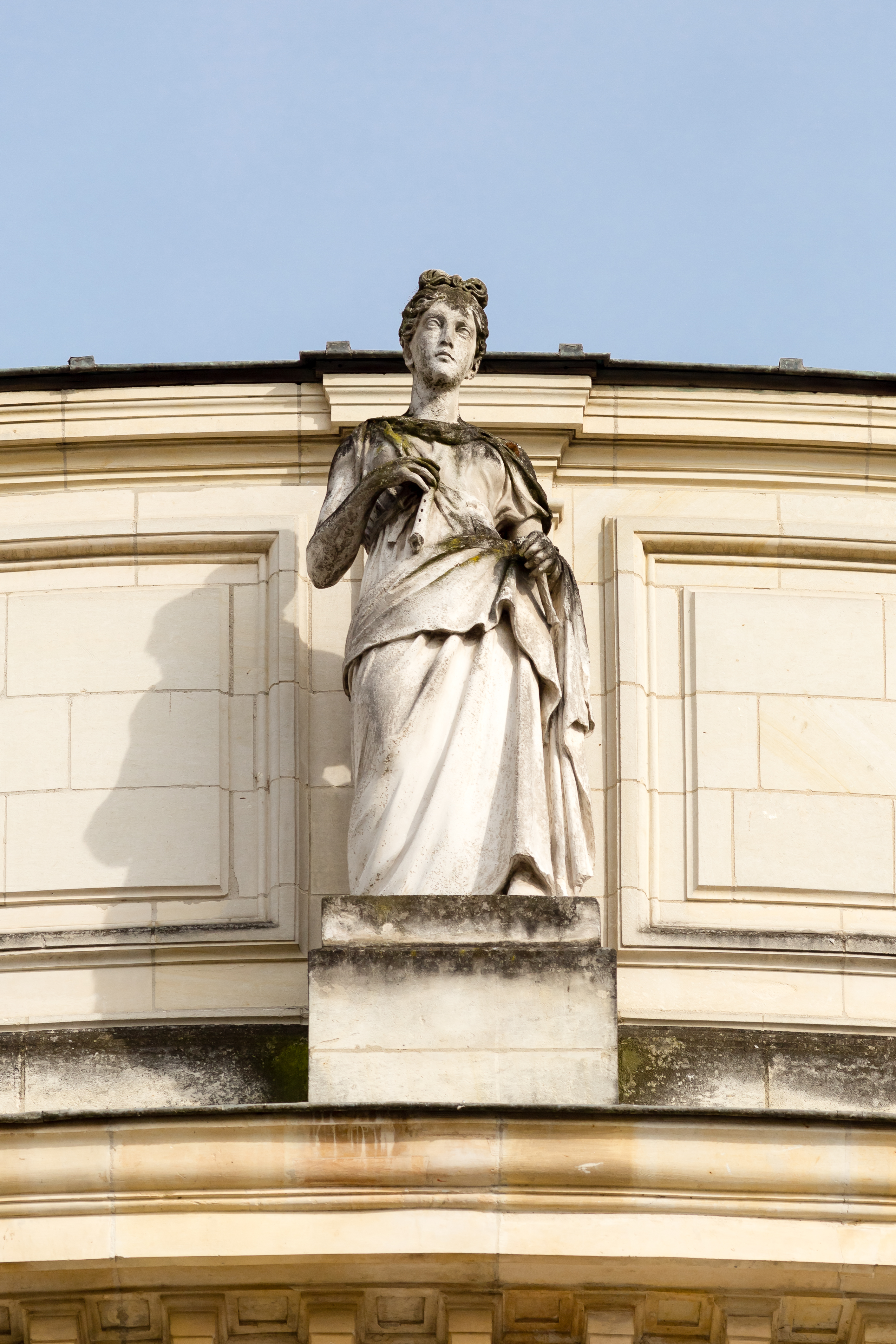
忒耳普西科瑞
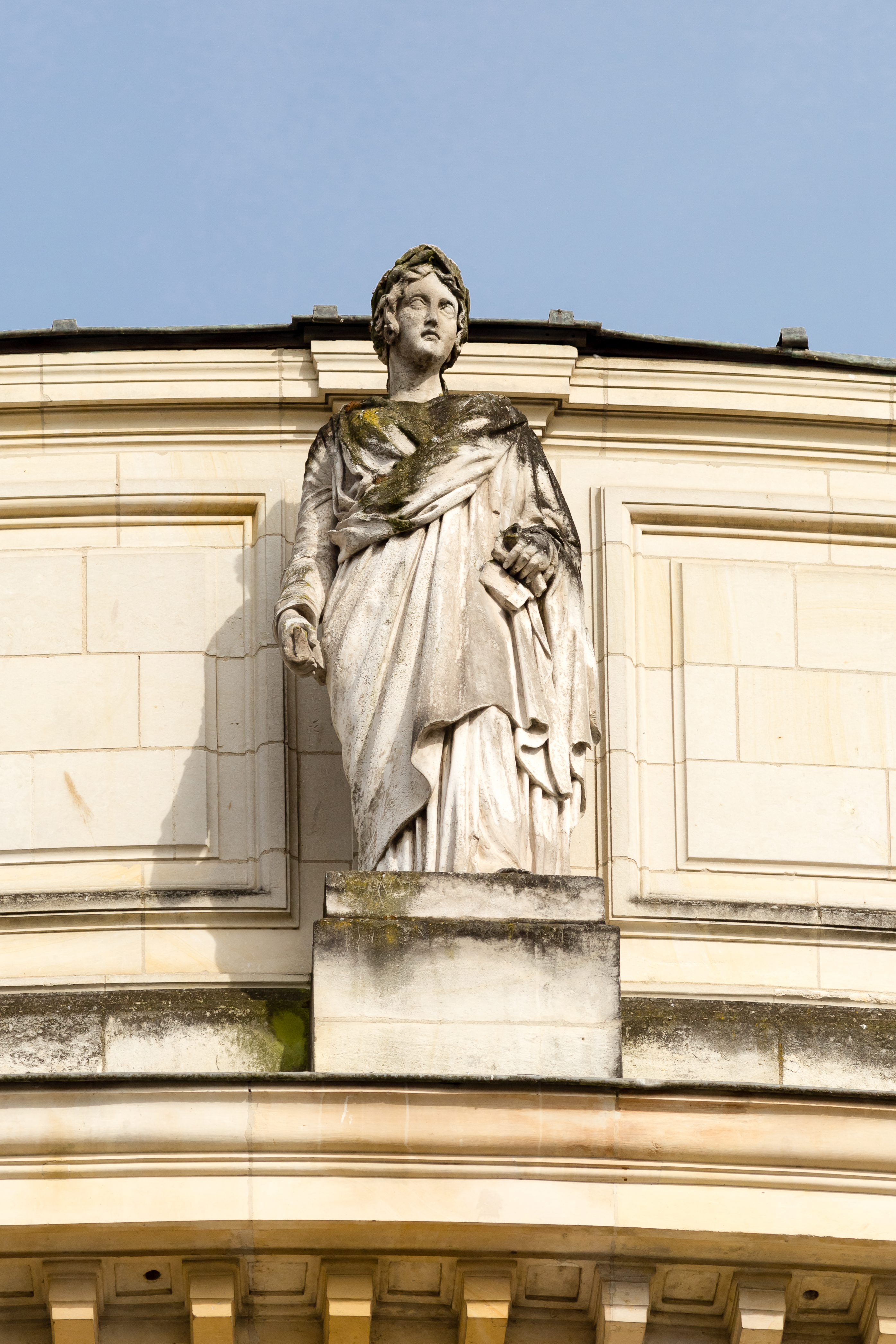
塔利亚
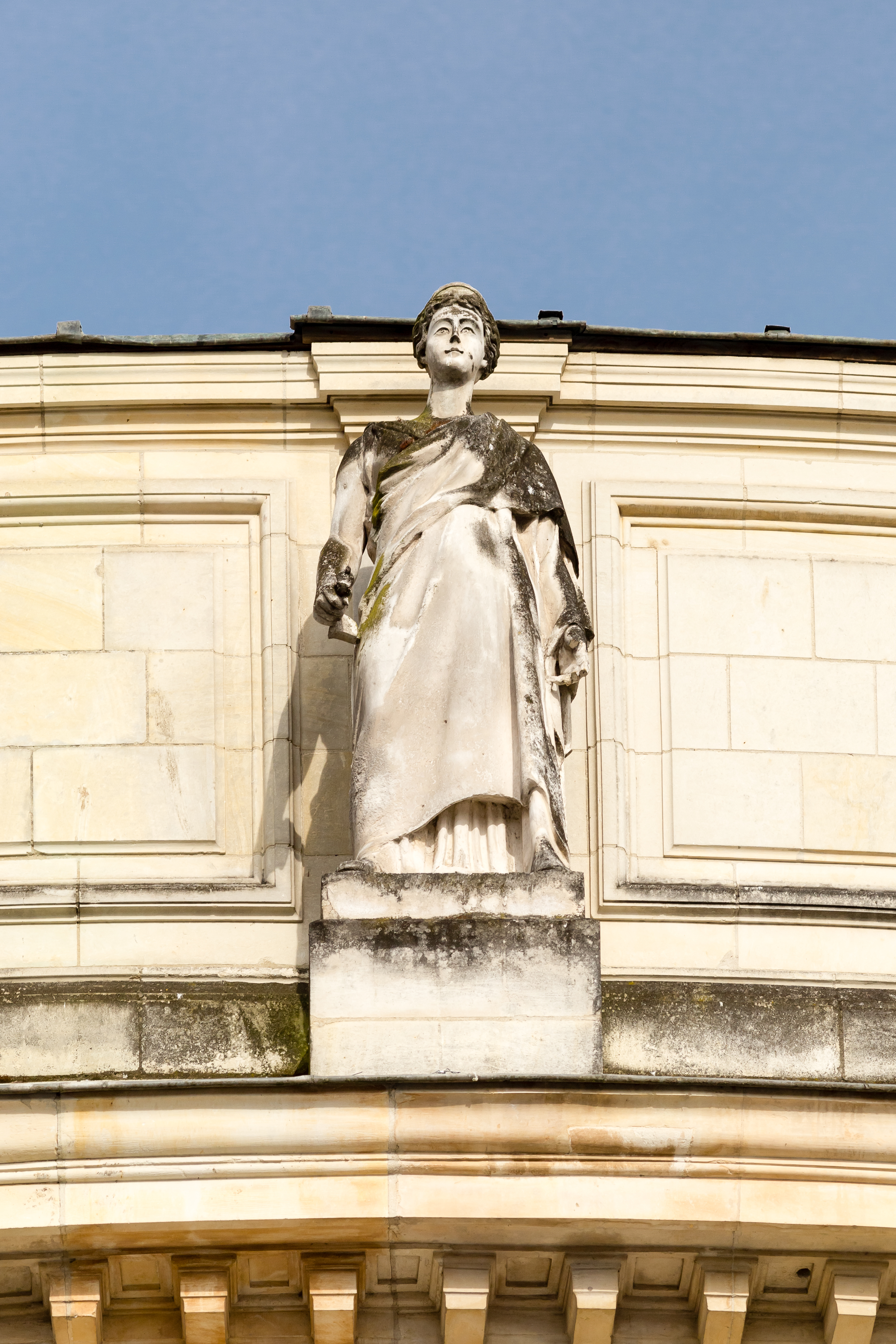
克利俄
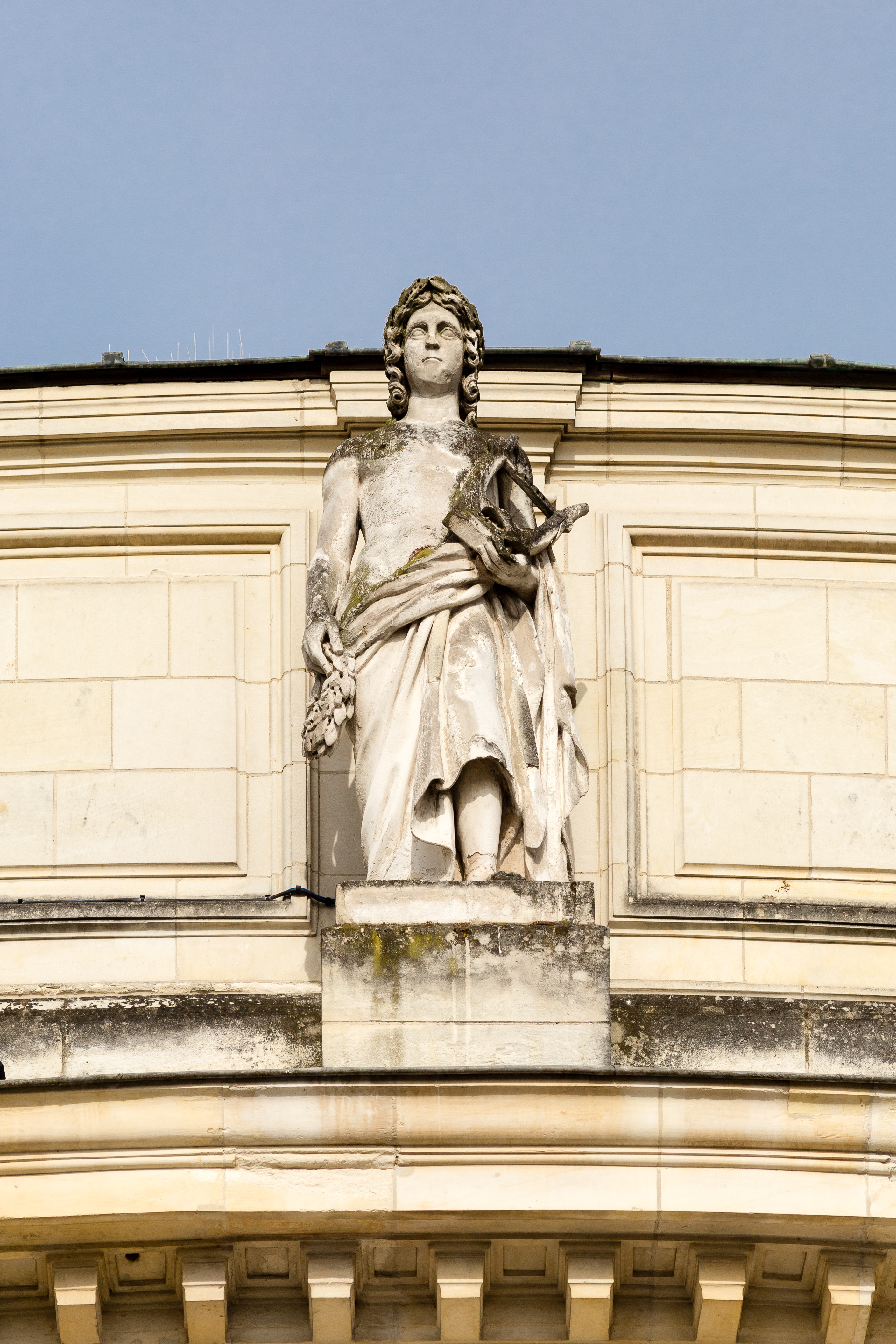
阿波罗
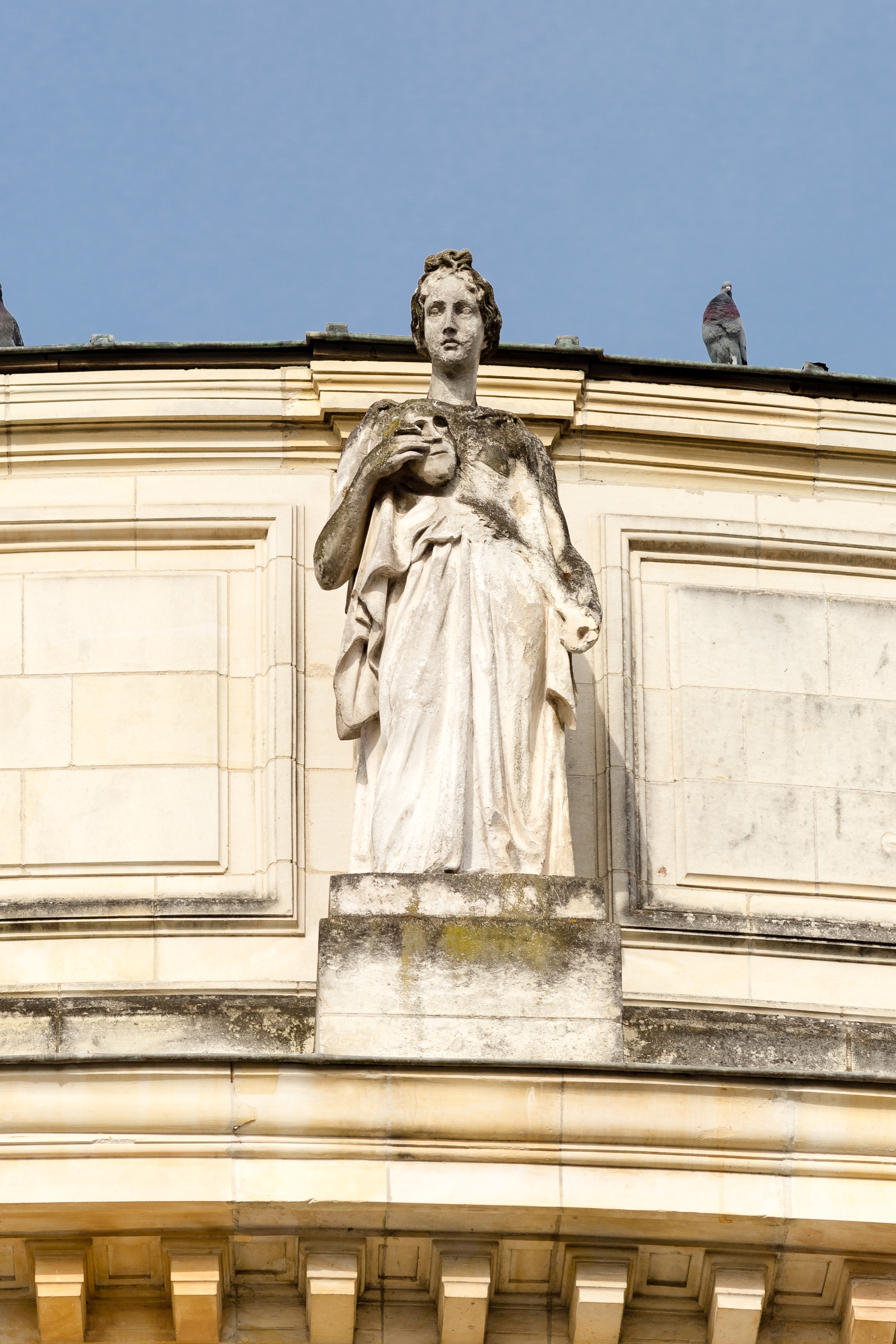
欧忒耳佩
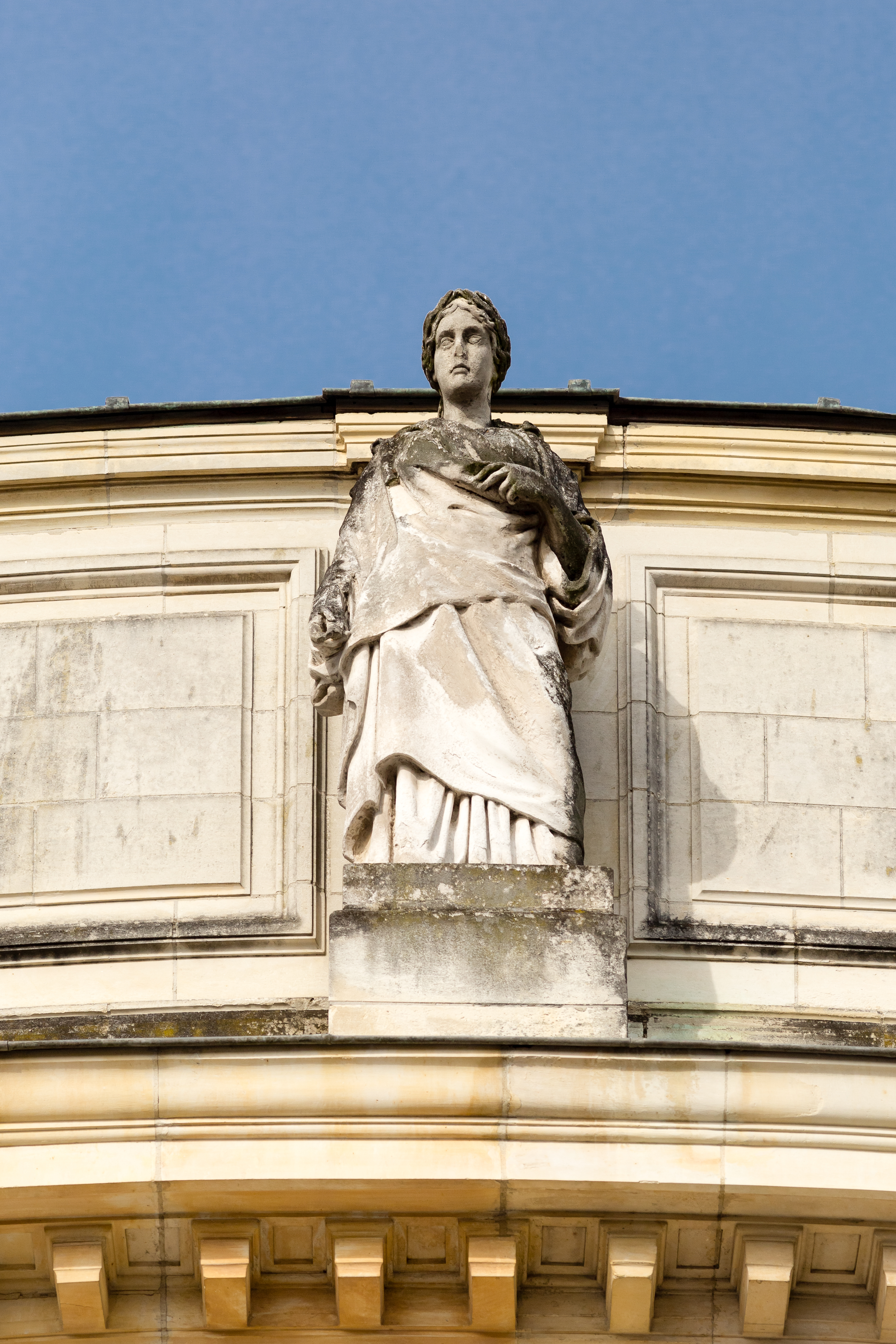
墨爾波墨涅
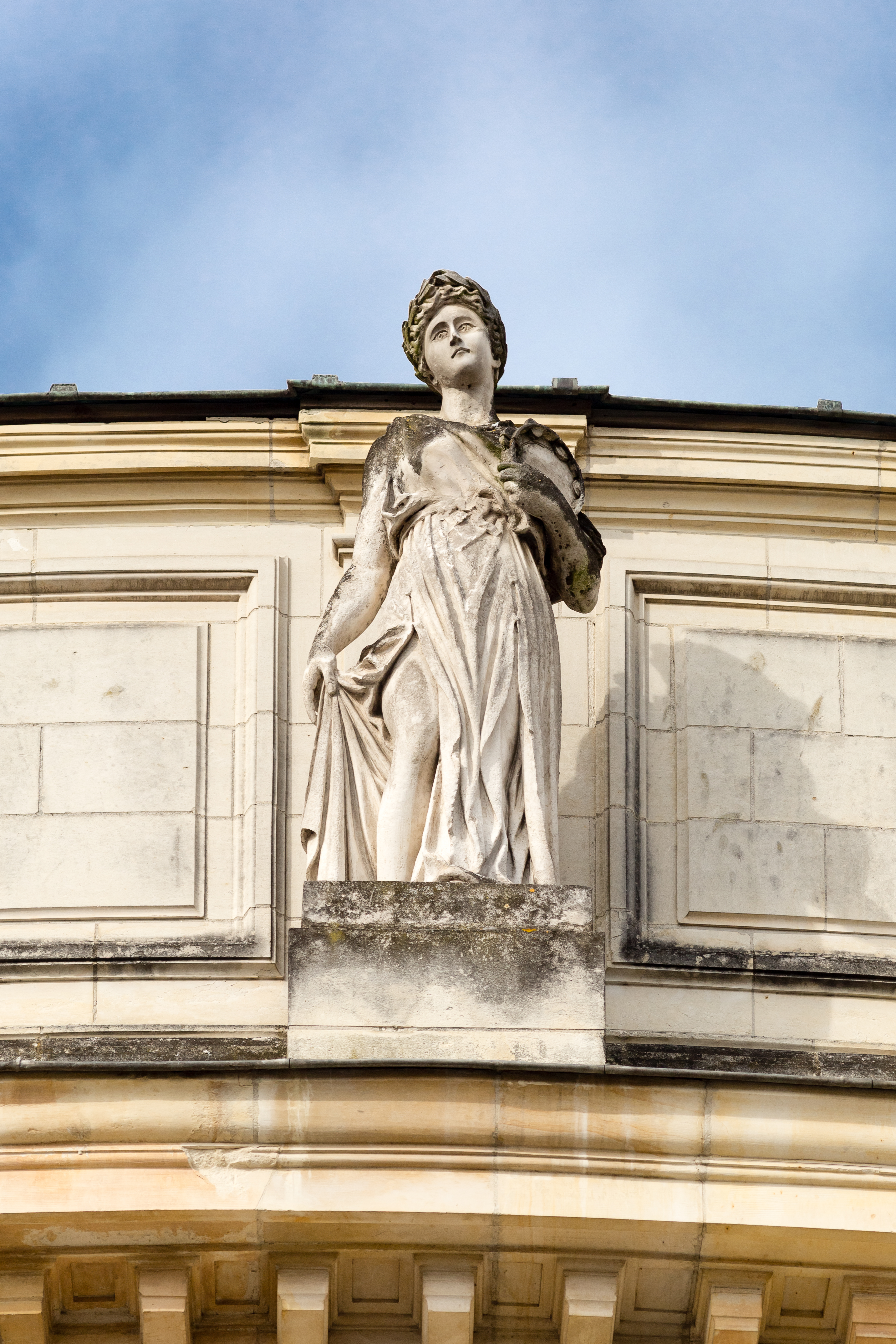
厄剌托
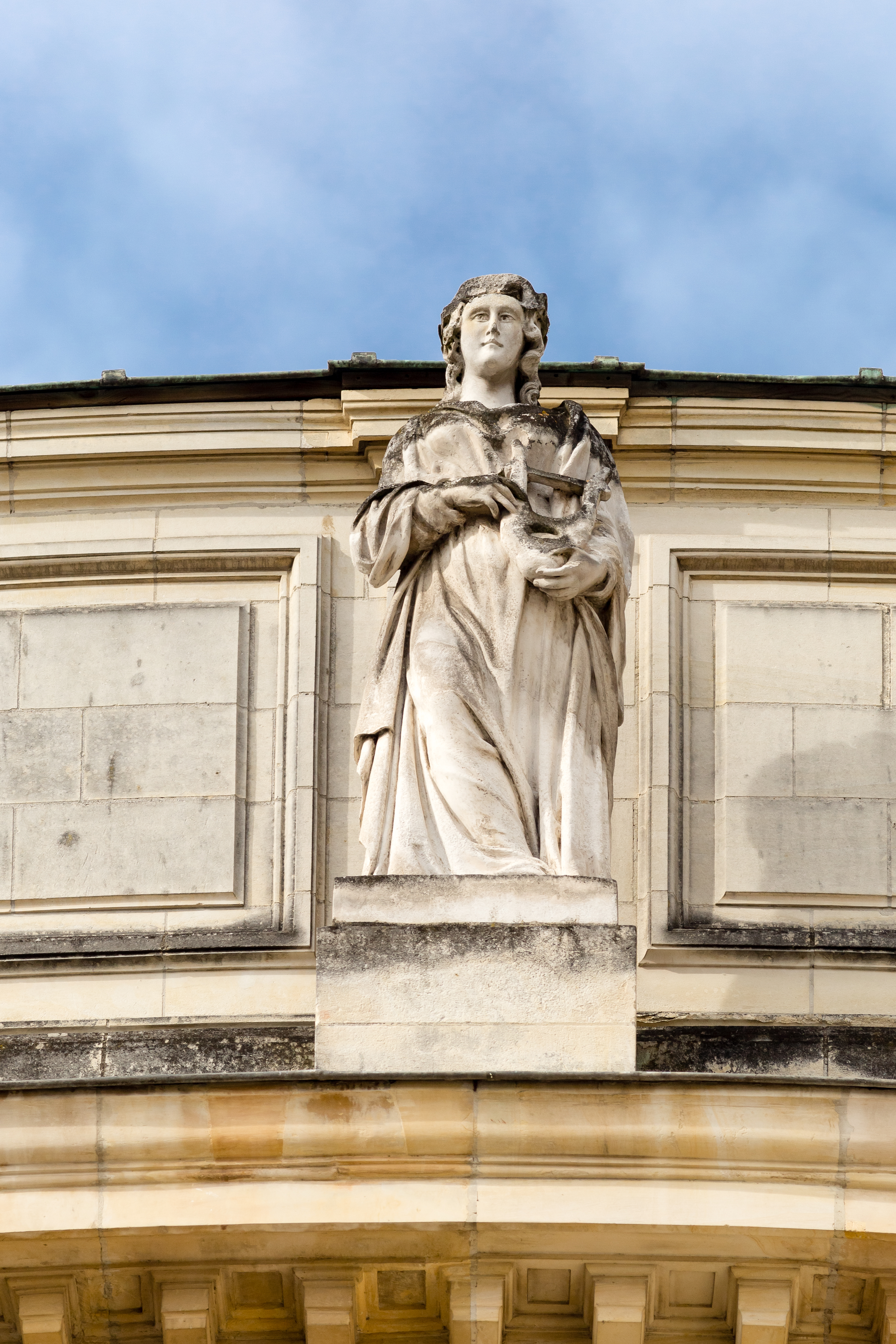
乌剌尼亚